# Apol·lo Strangford
L'Apol·lo Strangford o kuros de Anafi és una escultura tipus Curos que data dels anys 500 aC-490 aC i que va ser esculpida a la zona de les Cíclades, durant l'antiga Grècia.

## Origen
L'escultura es creu que procedeix d'Anafi, (grec: Ανάφη), una illa grega a les Cíclades, situada a l'est de l'illa de Thíra.

## Simbologia
La peça representa a un Curos (una estàtua d'un home jove, datada a partir del Període arcaic de l'art grec (650 al 500 aC). És un tipus d'escultura que fou freqüent durant els segles VIII - VI aC. L'equivalent femení són les korai (singular kore).

## Característiques
- Autor: Anònim, (tallers de les Cíclades, (Anafi).
- Estil: Època Arcaica grega.
- Material: Marbre.
- Altura: 101 centímetres.

## Conservació
La peça s'exposa de forma permanent al Museu Britànic, (Londres), encara que anteriorment pertanyia a la col·lecció de Percy Clinton Sydney Smythe, sisè vescomte de Strangford, ambaixador del seu país davant els reis de Portugal, en aquest país i a Brasil; és conegut a la història com Lord Strangford.
L'escultura té assignat el nombre d'inventari GR 1864.2-20.1, (escultura B 475).